# Моралес, Диего Альберто
Диего Альберто Моралес (исп. Diego Alberto Morales; родился 29 ноября 1986 года, Вилья-Мария, Аргентина) — аргентинский футболист, полузащитник. Выступал за сборную Аргентины.

## Клубная карьера
Моралес начал профессиональную карьеру в клубе «Чакарита Хуниорс». В 2008 году он был включен в заявку основной команды. 16 августа в матче против «Тиро Федераль» Диего дебютировал в Примере B. В этом же поединке он забил свой первый гол за «Чакарита Хуниорс». В своём дебютном сезоне Моралес помог команде выйти в элиту. 4 сентября в матче против «Банфилда» он дебютировал в аргентинской Примере. 28 ноября в поединке против «Годой-Крус» Диего забил свой первый гол за команду в высшем дивизионе.
По окончании сезоне Моралес покинул команду и подписал соглашение с «Тигре». 8 августа 2010 года в матче против «Ривер Плейт» он дебютировал за новый клуб, заменив во втором тайме Дениса Страккуалурси. 28 августа в поединке против «Кильмеса» Диего забил свой первый гол за «Тигре».
Летом 2012 года Моралес перешёл в «Аль-Ахли» из Саудовской Аравии. Сумма трансфера составила 2,5 млн евро. 24 августа в матче против «Аль-Шабаб» он дебютировал в Про Лиге. Спустя месяц в поединке против «Аль-Фейсали» Диего забил свой первый гол за команду из Джидды, реализовав пенальти. Из-за сложностей в адаптации он покинул команду.
Летом 2013 года Диего стал игроком бразильского «Наутико Ресифи». 25 августа в матче против «Баии» он дебютировал в бразильской Серии A. Отыграв полгода Моралес перешёл в эквадорский ЛДУ Кито. 30 января 2014 года в матче против ЛДУ Лоха он дебютировал в эквадорской Примере, заменив во втором тайме Луиса Боланьоса. 26 октября в поединке против «Мушук Руна» Диего сделал «дубль», забив свои первые голы за команду из Кито. В 2015 году Моралес помог клубу занять второе место в чемпионате. 23 февраля 2016 года в матче Кубка Либертадорес против аргентинского «Сан-Лоренсо де Альмагро» он сделал «дубль». Летом того же года Моралес вернулся в «Тигре».

## Международная карьера
25 мая 2011 года в матче товарищеском матче против сборной Парагвая Моралес дебютировал за сборную Аргентины, заменив во втором тайме Габриэля Ауче.